# Microsociologie
La microsociologie est l'étude des liaisons sociales élémentaires, à savoir les interactions sociales et les relations entre des petits groupes sociaux (la famille, le couple, les pairs, etc.). La microsociologie est une branche de la sociologie.

## Concept
La microsociologie est l'étude des liaisons sociales élémentaires. Il s'agit donc de l'analyse du plus petit niveau d'action sociale. Georg Simmel parle à ce titre de « phénomènes microscopiques », qui sont éprouvés par des agents sociaux, comme le fait d'avoir un secret, ou encore vivre une amitié. Les questions du rapport à l'obéissance, ainsi que la loyauté et la confiance sont traités.
Dans Soziologie, publié en 1908, Simmel cherche à classifier et catégoriser plusieurs formes de relations sociales, telles que l'isolement, le contact, le superordination, la subordination, l'opposition, la persistance ou la continuité du groupe social, la différenciation sociale, et l'intégration. Tous ces sujets peuvent être traités par la microsociologie en ce qu'ils mettent les acteurs sociaux face à eux-mêmes à une petite échelle.
La microsociologie se prête plus à l'observation qu'à une étude statistique. Le caractère micro de la discipline rend en effet difficile la compilation de statistiques, et difficile la compilation de réponses à des questionnaires d'enquête. Sa source théorique est la phénoménologie. La microsociologie englobe les approches dites de l'interactionnisme symbolique et de l'ethnométhodologie. Il existe quelques études selon le constructivisme.
L'ethnométhodologie a été mise au point par Harold Garfinkel (et plus tard enrichie par d'autres) pour s'informer sur le mode de vie des personnes et comprendre leur monde social. Cette approche a également fourni une dimension supplémentaire entre les études de psychologie et de sociologie. Elle se concentre plus sur l'interaction individuelle et au sein des petits groupes, plutôt que sur le groupe social de grande taille.
Selon les propres mots de Paul Mus, la « microsociologie » n’est pas le village contre l’État, mais une sociologie qui n’a pas encore de côtes et de statistiques, une sociologie des noms propres, du « toi » et du « moi », une sociologie qui n’est pas encore géométrique et cristalline.

## Objets
La microsociologie prend pour objets d'étude des évènements sociaux à l'échelle micro. Elle s'intéresse donc particulièrement à l'interaction sociale (ses règles, ses normes, ses déroulements), ainsi qu'à la communication entre les individus. Elle enquête aussi sur les jeux de rôles sociaux, ainsi que les conflits sociaux. S'intéressant aux questions de définition des acteurs, elle se penche sur les comportements ainsi que sur l'identité sociale.
Une branche de la microsociologie étudie également les processus décisionnels.